# Ian Maxtone-Graham
Ian Maxtone-Graham (n. 3 iulie 1959, New York City, New York, SUA) este un scenarist și producător de televiziune american. Acesta este cunoscut pentru contribuțiile sale la serialele Saturday Night Live (1992–1995) și Familia Simpson (1995–2012).

## Biografie
Maxtone-Graham este fiul istoricului John Maxtone-Graham⁠(d) și strănepotul scriitoarei Jan Struther. A urmat cursurile Trinity School⁠(d), iar apoi pe cele ale Universității Brown. După încheierea studiilor universitare, acesta a lucrat ca scafandru într-o echipă de cercetare subacvatică. Interesat de o carieră în jurnalism, a scris materiale pentru emisiunea de televiziune Not Necessarily the News⁠(d) și pentru revistele National Lampoon⁠(d) și Army Man⁠(d). Contribuțiile sale la Army Man, o revistă neconvențională publicată de George Meyer⁠(d), viitor scenarist al serialului Familia Simpson, i-au atras atenția comicului Jack Handey⁠(d); acesta i-a sugerat să lucreze pentru emisiunea Saturday Night Live.

### Saturday Night Live
În cadrul Saturday Night Live, Maxtone-Graham a scris melodia „The Chanukah Song⁠(d)” împreună cu Adam Sandler și, conform comentariului audio pentru „The Best of Alec Baldwin”, a creat infama scenă „Canteen Boy”. Conform memoriilor lui Jay Mohr⁠(d), după o altercație cu Norm Macdonald în timpul sezonului 1993-1994, Maxtone-Graham i-a amenințat că-și va da demisia și le va intenta un proces, însă acest lucru nu s-a întâmplat.
În timpul sesiunilor nocturne de scriere a scenariilor pentru Saturday Night Live, Sarah Silverman obișnuia să fure și să poarte lenjerie intimă și șosete pe care Maxtone-Graham le ținea în biroul său.

### Familia Simpson
Acesta a devenit cunoscut în rândul fanilor Familiei Simpson ca urmare a unui interviu din 1998 acordat ziarului The Independent. Conform interviului, Maxtone-Graham nu a vizionat serialul înainte de angajare, i-a ridiculizat pe „posacii de pe internet” care criticau Familia Simpson și a susținut că femeile nu ar trebui să fie scenariste pentru serial. Deși a supărat mulți fani cu comentariile sale, Maxtone-Graham a câștigat șase premii Emmy pentru contribuțiile sale și a primit un premiu Annie⁠(d) pentru episodul „The Seemingly Never-Ending Story⁠(d)”.
Episodul „EIEI-(Annoyed Grunt)⁠(d)” - în care Homer crește un hibrid roșie-tutun numit „tomacco⁠(d)” - este scris de Maxtone-Graham. Acesta a primit recenzii pozitive atât din partea publicului, cât și din partea criticilor. Acesta l-a inspirat pe bărbat din Oregon să creeze propria versiune de tomate prin altoirea unei tulpini de roșii cu o rădăcină de tutun. Acesta i-a trimis câteva lui Maxtone-Graham, iar acesta le-a mâncat.
Având o înălțime de 2,03 m, Maxtone-Graham a fost model pentru personajul „Very Tall Man”, care apare pentru prima dată în episodul „ 22 Short Films About Springfield⁠(d)”.

## Filmografie
Maxtone-Graham este considerat scenaristul următoarelor episoade:
- „Burns, Baby Burns” (1996)
- „The City of New York vs. Homer Simpson” (1997)
- „The Trouble with Trillions” (1998)
- „Trash of the Titans” (Episodul 200, a câștigat Primetime Emmy pentru „cel mai bun serial animat”⁠(d)) (1998)
- „Lisa Gets an 'A'” (1998)
- „E-I-E-I-(Annoyed Grunt)” (1999)
- „Alone Again, Natura-Diddily” (2000)
- „Tennis the Menace” (2001)
- „The Blunder Years” (2001)
- „Large Marge” (2002)
- „Dude, Where's My Ranch?” (2003)
- „Catch 'Em If You Can” (2004)
- „The Heartbroke Kid” (2005)
- „The Seemingly Never-Ending Story” (a câștigat Primetime Emmy pentru „cel mai bun serial animat” și un Annie Award pentru „cel mai bun scenariu pentru o producție animată de televiziune”) (2006)
- „24 Minutes” (cu Billy Kimball, a câștigat un Annie Award for „cel mai bun scenariu pentru o producție animată de televiziune”) (2007)
- „Dangerous Curves” (cu Billy Kimball) (2008)
- „Gone Maggie Gone” (cu Billy Kimball, nominalizat pentru un Emmy Award la categoria „cel mai bun serial animat”) (2009)
- „The Color Yellow” (cu Billy Kimball) (2010)
- „The Scorpion's Tale” (cu Billy Kimball) (2011)
- „How I Wet Your Mother” (cu Billy Kimball) (2012)
- „Dark Knight Court” (cu Billy Kimball) (2013)
- „The Yellow Badge of Cowardge” (cu Billy Kimball) (2014)

De asemenea, Maxtone-Graham a contribuit la scenariul filmelor Familia Simpson (2007) și Beavis and Butt-Head Do the Universe (2022).